# Lycocerus jelineki
Lycocerus jelineki (лат.) — вид жуков рода Lycocerus из семейства мягкотелок. Китай (Shaanxi, Hubei).

## Описание
Жуки-мягкотелки, для которых характерны следующие признаки: передние и средние передние коготки с дигитиформным зубцом у основания у самки и самца; голова одноцветная желтовато-оранжевая; надкрылья желтые. Вид был впервые описан в 2004 году под названием Athemus jelineki. Включён в состав видовой группы Lycocerus pallidulus.